# Karl Wondrak
Karl Wondrak – czechosłowacki skoczek narciarski, uczestnik zimowych igrzysk olimpijskich.

## Igrzyska olimpijskie
Karl Wondrak uczestniczył w Zimowych Igrzyskach Olimpijskich 1928 w Sankt Moritz. Był jednym z czterech skoczków z Czechosłowacji, którzy wystartowalił na igrzyskach w Szwajcarii.
Wystąpił tam w zawodach na skoczni normalnej K-66. W pierwszej serii skoczył na odległość 48,5 metra, a w drugiej poprawił się o pół metra. Wondrak zakończył konkurs z notą 14,478 pkt. (pierwszy sędzia dał mu notę 14,312, drugi 14,687 a trzeci 14,437); zajął 21. miejsce na 38 skoczków, którzy wystąpili w konkursie.